# Chultún

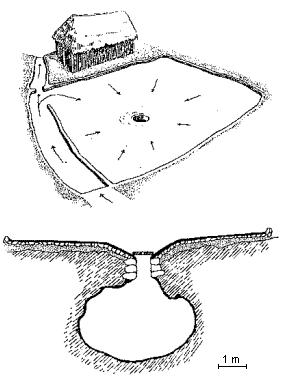
Rajz egy chultún szerkezetéről

A chultún a maják által épített földalatti esővízgyűjtő ciszternák elnevezése.
A maják lakóhelyén, a Mexikóhoz, Guatemalához és Belizéhez tartozó Yucatán-félszigeten az év egyik felében sok csapadék hull, míg a másik félév száraz, ezért azokon a vidékeken, ahol nem voltak természetes cenoték, a lakók chultúnok segítségével tudták összegyűjteni a vizet. Ezek a chultúnok szűk, függőleges bejárattal rendelkeztek, de a föld alatt palackszerűen kitáguló medencéjük van, amely akár olyan nagy is lehet, hogy 30 000 liter vizet is képes befogadni. Egy ilyen chultún fél éven át akár 10 család (50 személy) vízszükségletét is tudta biztosítani, nem csak az iváshoz és a főzéshez, hanem még a tisztálkodáshoz is. Ma a Yucatán-félszigeten több ezer chultúnt ismerünk.
2015-ben San Francisco de Campeche városában is felfedeztek egy kisebb chultúnt (kamrája 1,9 méter átmérőjű, 1,8 méter magas), ami bizonyítékul szolgált arra, hogy a maják itt is jelen voltak.

## Képek

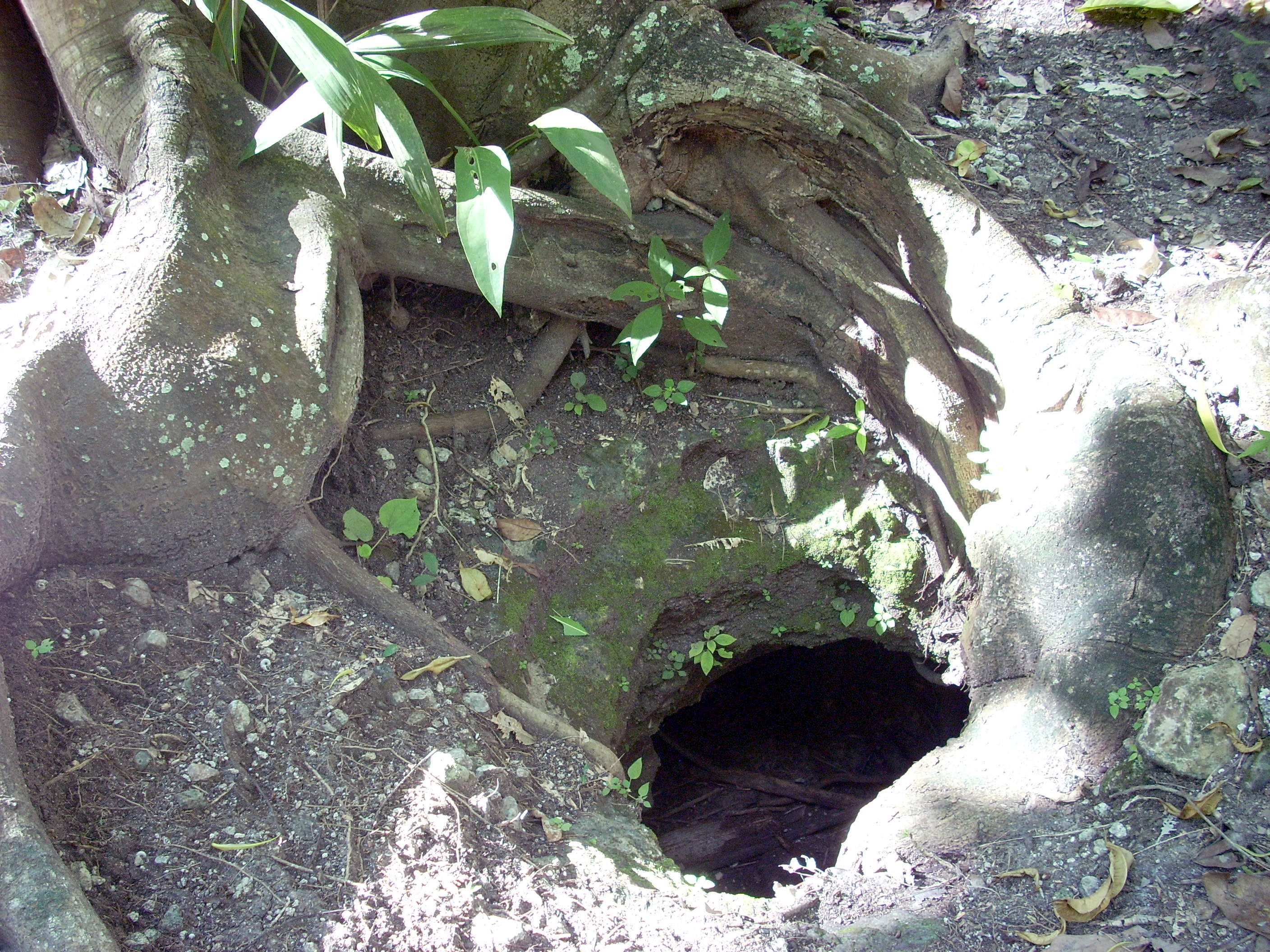
Egy chultún bejárata a guatemalai La Blancában
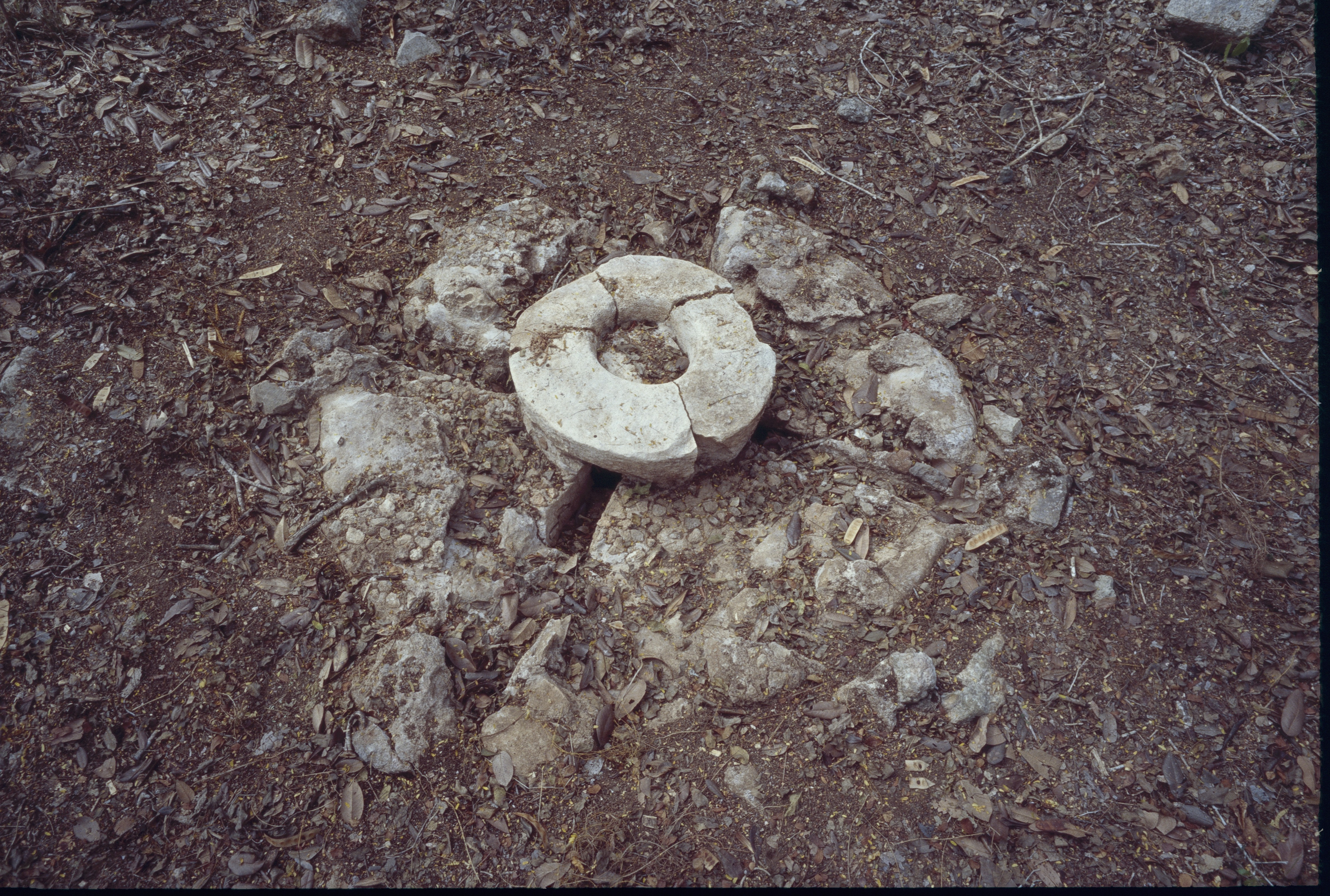
Fedett chultúnbejárat a mexikói Xkipchében
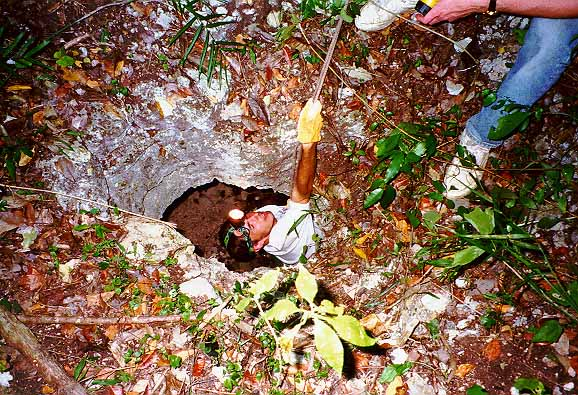
Chultúnt kutató régész
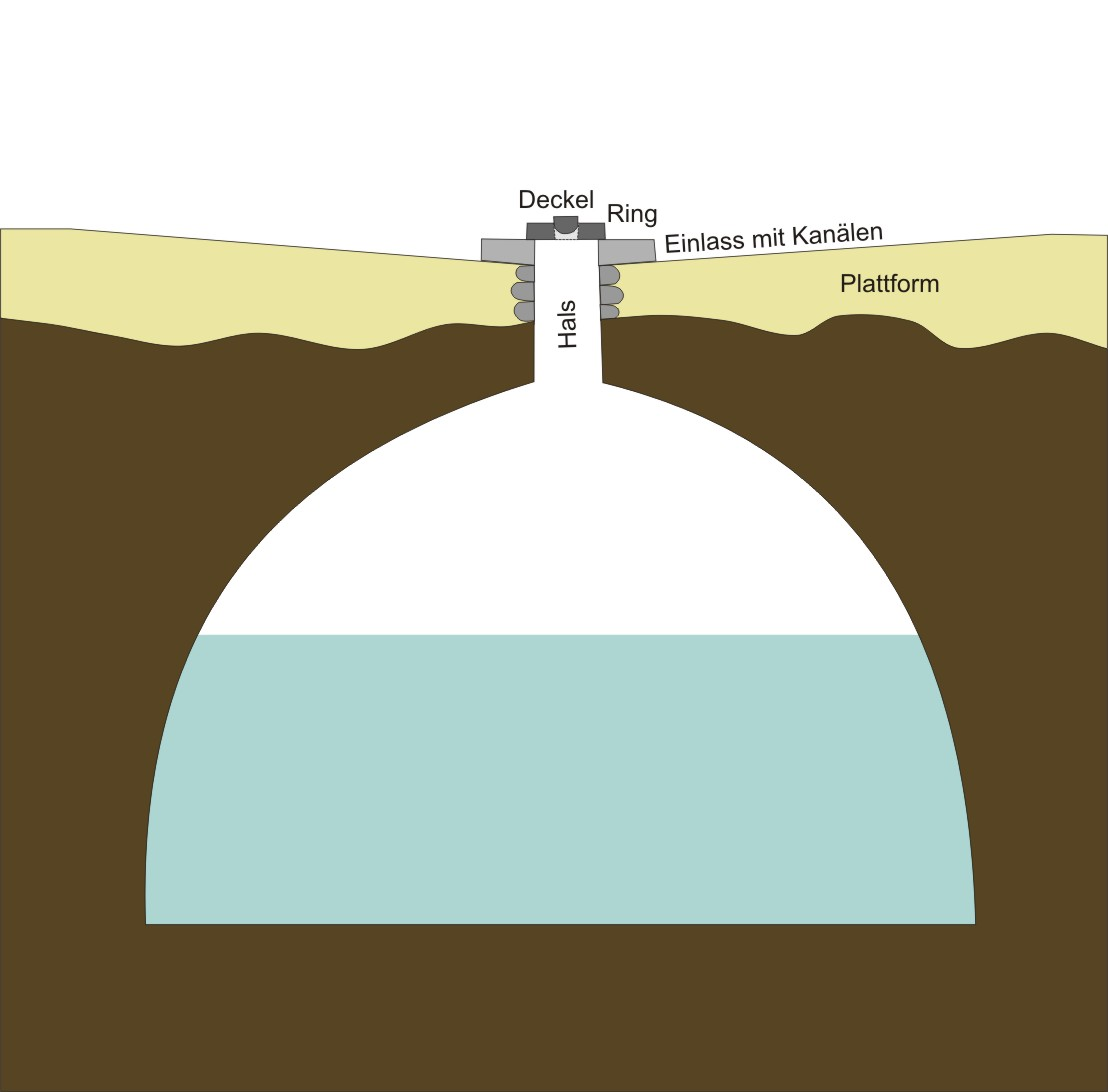
Ábra a chultún felépítéséről